# Lijst van voetbalinterlands Malediven - Oman
Deze lijst van voetbalinterlands is een overzicht van alle officiële voetbalinterlands tussen de nationale teams van de Malediven en Oman. De landen hebben tot nu toe negen keer tegen elkaar gespeeld. De eerste ontmoeting, een vriendschappelijke wedstrijd, werd gespeeld in Muscat op 25 februari 2001. Het laatste duel, een kwalificatiewedstrijd voor de Azië Cup 2019, vond plaats op 10 oktober 2017 in Malé.

## Wedstrijden
| № | Plaats | Datum            | Competitie                 | Wedstrijd        | Uitslag |
| - | ------ | ---------------- | -------------------------- | ---------------- | ------- |
| 1 | Muscat | 25 februari 2001 | Vriendschappelijk          | Oman − Malediven | 5 − 0   |
| 2 | Muscat | 27 februari 2001 | Vriendschappelijk          | Oman − Malediven | 2 − 0   |
| 3 | Muscat | 31 mei 2004      | Vriendschappelijk          | Oman − Malediven | 3 − 0   |
| 4 | Muscat | 3 juni 2004      | Vriendschappelijk          | Oman − Malediven | 4 − 1   |
| 5 | Malé   | 31 augustus 2004 | Vriendschappelijk          | Malediven − Oman | 0 − 1   |
| 6 | Malé   | 3 september 2004 | Vriendschappelijk          | Malediven − Oman | 1 − 2   |
| 7 | Muscat | 2 oktober 2007   | Vriendschappelijk          | Oman − Malediven | 1 − 0   |
| 8 | Muscat | 5 september 2017 | Azië Cup 2019 kwalificatie | Oman − Malediven | 5 − 0   |
| 9 | Malé   | 10 oktober 2017  | Azië Cup 2019 kwalificatie | Malediven − Oman | 1 − 3   |

## Samenvatting
| Competitie            | Totaal gespeeld | Winst Malediven | Gelijk | Winst Oman | Doelsaldo Malediven – Oman |
| --------------------- | --------------- | --------------- | ------ | ---------- | -------------------------- |
| Azië Cup-kwalificatie | 2               | 0               | 0      | 2          | 1 − 8                      |
| Vriendschappelijk     | 7               | 0               | 0      | 7          | 2 − 18                     |
| Totaal                | 9               | 0               | 0      | 9          | 3 − 26                     |

FAM · A-internationals · Maldivisch vrouwenelftal
1980 - 1989 · 
1990 - 1999 · 
2000 – 2009 · 
2010 – 2019 ·
2020 − 2029
Afghanistan ·
Bahrein ·
Bangladesh ·
Bhutan ·
Brunei ·
Cambodja ·
China ·
Comoren ·
Filipijnen ·
Guam ·
Hongkong ·
India ·
Indonesië ·
Iran ·
Jemen ·
Kirgizië ·
Laos ·
Libanon ·
Maleisië ·
Mauritius ·
Mongolië ·
Myanmar ·
Nepal ·
Oezbekistan ·
Oman ·
Pakistan ·
Palestina ·
Qatar ·
Seychellen ·
Singapore ·
Sri Lanka ·
Syrië ·
Tadzjikistan ·
Thailand ·
Turkmenistan ·
Vietnam ·
Zuid-Korea
OFA · A-internationals · Bondscoaches · Statistieken · Olympisch elftal · Oman U21 · Oman U20 · Oman U19 · Oman U18 · Oman U17
1970 – 1979 · 
1980 – 1989 · 
1990 – 1999 · 
2000 – 2009 · 
2010 – 2019 ·
2020 − 2029
1974 · 
1975 · 
1976 · 
1977 · 
1978 · 
1979 · 
1980 · 
1981 · 
1982 · 
1983 · 
1984 · 
1985 · 
1986 · 
1987 · 
1988 · 
1989 · 
1990 · 
1991 · 
1992 · 
1993 · 
1994 · 
1995 · 
1996 · 
1997 · 
1998 · 
1999 · 
2000 · 
2001 · 
2002 · 
2003 · 
2004 · 
2005 · 
2006 · 
2007 · 
2008 · 
2009 · 
2010 · 
2011 · 
2012 · 
2013 · 
2014 ·
2015 ·
2016 ·
2017 ·
2018 ·
2019 ·
2020 ·
2021 ·
2022 ·
2023
Afghanistan ·
Algerije ·
Australië ·
Azerbeidzjan ·
Bahrein ·
Bangladesh ·
Benin ·
Bhutan ·
Bosnië en Herzegovina ·
Brazilië ·
Bulgarije ·
Burkina Faso ·
Chili ·
China ·
Congo-Kinshasa ·
Costa Rica ·
Duitsland ·
Ecuador ·
Egypte ·
Estland ·
Filipijnen ·
Finland ·
Gabon ·
Guam ·
Haïti ·
Hongkong ·
Ierland ·
India ·
Indonesië ·
Irak ·
Iran ·
Japan ·
Jemen ·
Jordanië ·
Kazachstan ·
Kenia ·
Kirgizië ·
Koeweit ·
Kosovo ·
Laos ·
Letland ·
Libanon ·
Liberia ·
Libië ·
Macau ·
Malediven ·
Maleisië ·
Mali ·
Marokko ·
Mauritanië ·
Mozambique ·
Myanmar ·
Nepal ·
Nieuw-Zeeland ·
Noord-Korea ·
Noord-Macedonië ·
Noorwegen ·
Oezbekistan ·
Pakistan ·
Palestina ·
Paraguay ·
Qatar ·
Saoedi-Arabië ·
Senegal ·
Singapore ·
Slovenië ·
Soedan ·
Somalië ·
Sri Lanka ·
Syrië ·
Tadzjikistan ·
Taiwan ·
Thailand ·
Togo ·
Tunesië ·
Turkmenistan ·
Uruguay ·
Verenigde Arabische Emiraten ·
Verenigde Staten ·
Vietnam ·
Wit-Rusland ·
Zambia ·
Zimbabwe ·
Zuid-Korea ·
Zweden ·
Zwitserland